# جایزه موسیقی آمریکا برای هنرمند جدید سال
جایزه موسیقی آمریکا برای هنرمند جدید سال (انگلیسی: American Music Award for New Artist of the Year) جایزه‌ای است که از سال ۲۰۰۴ تاکنون اهدا می‌شود.

## دهه ۲۰۱۰

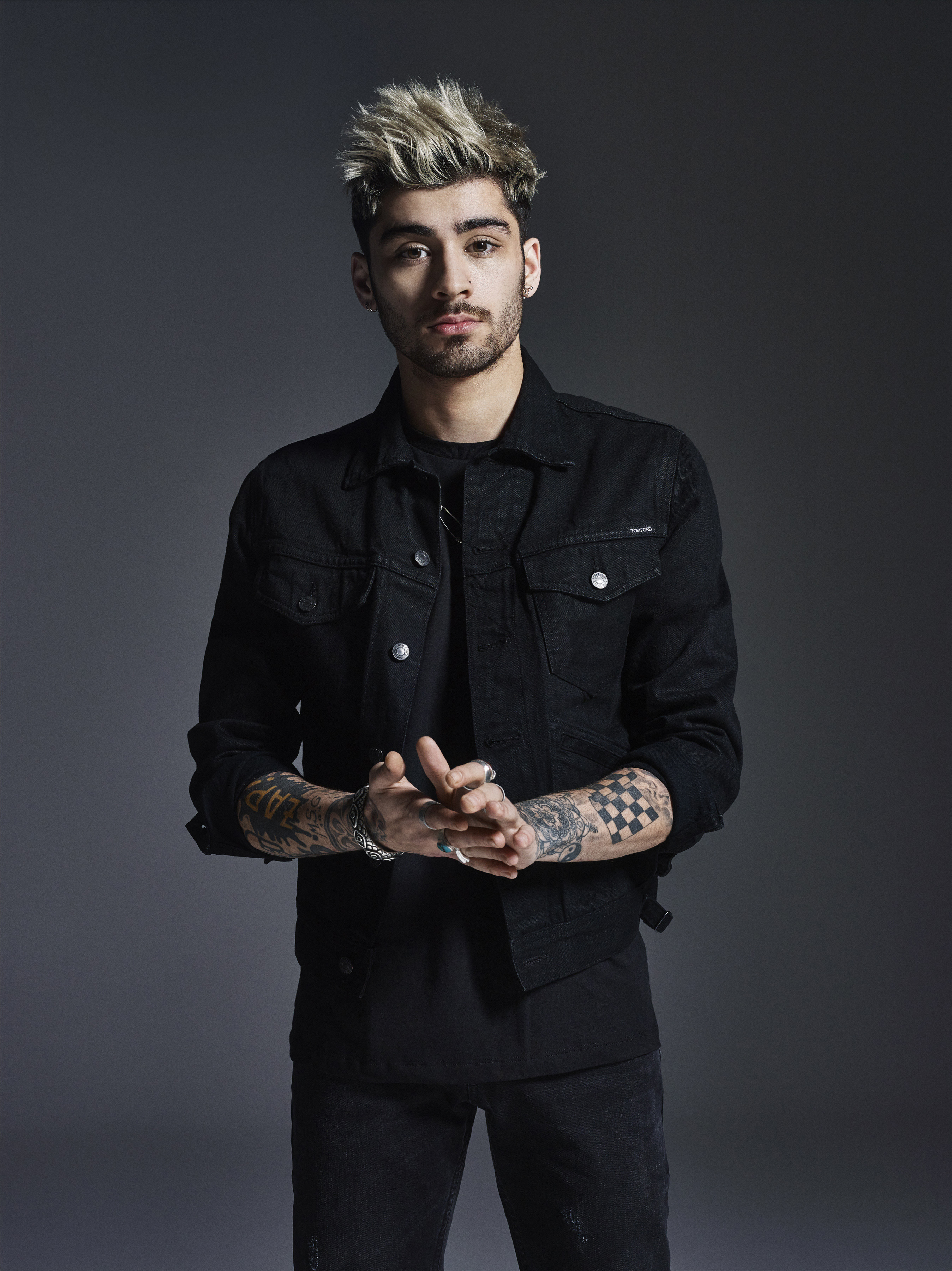
زین، برنده ۲۰۱۶

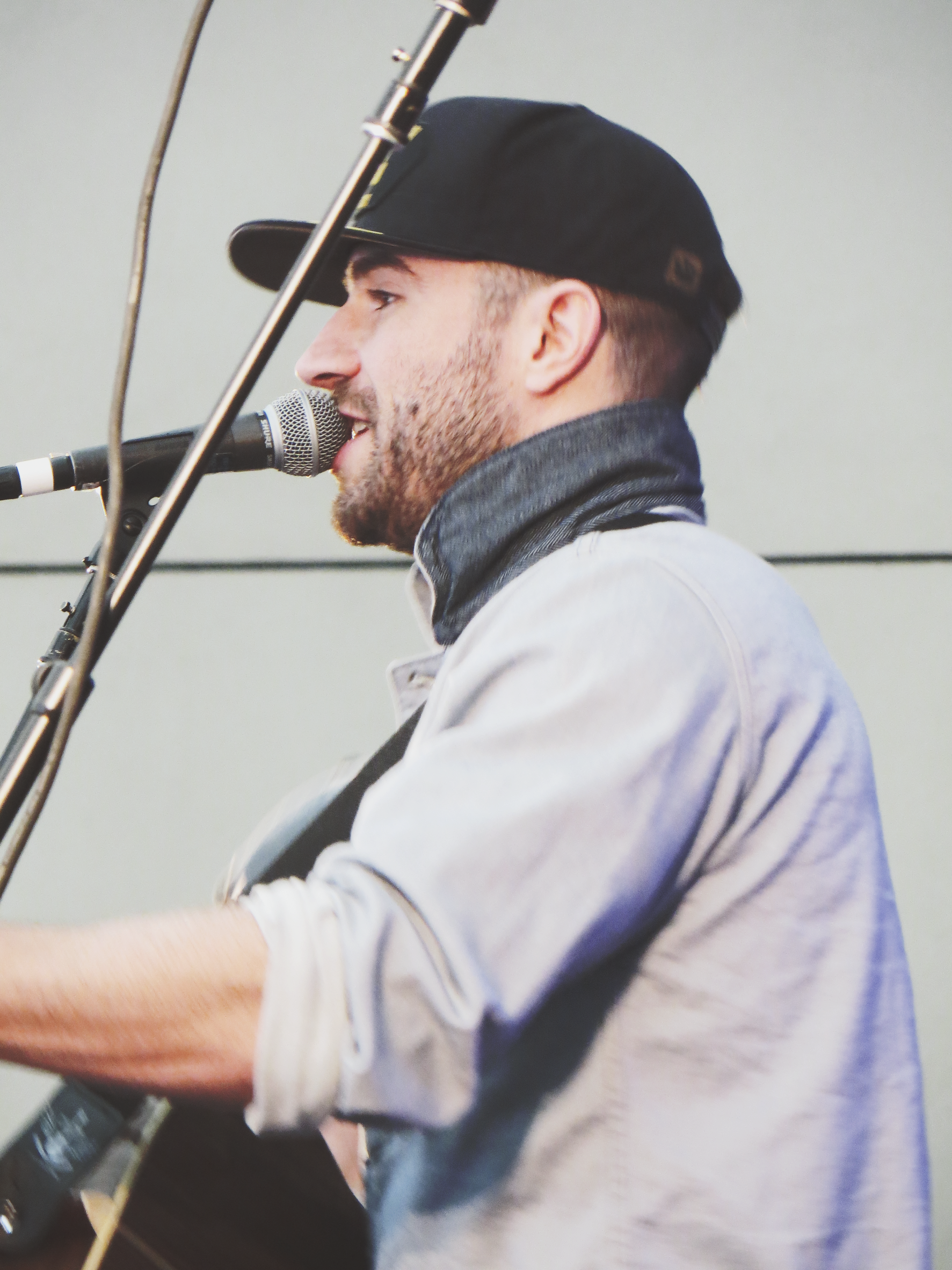
سم هانت، برنده ۲۰۱۵

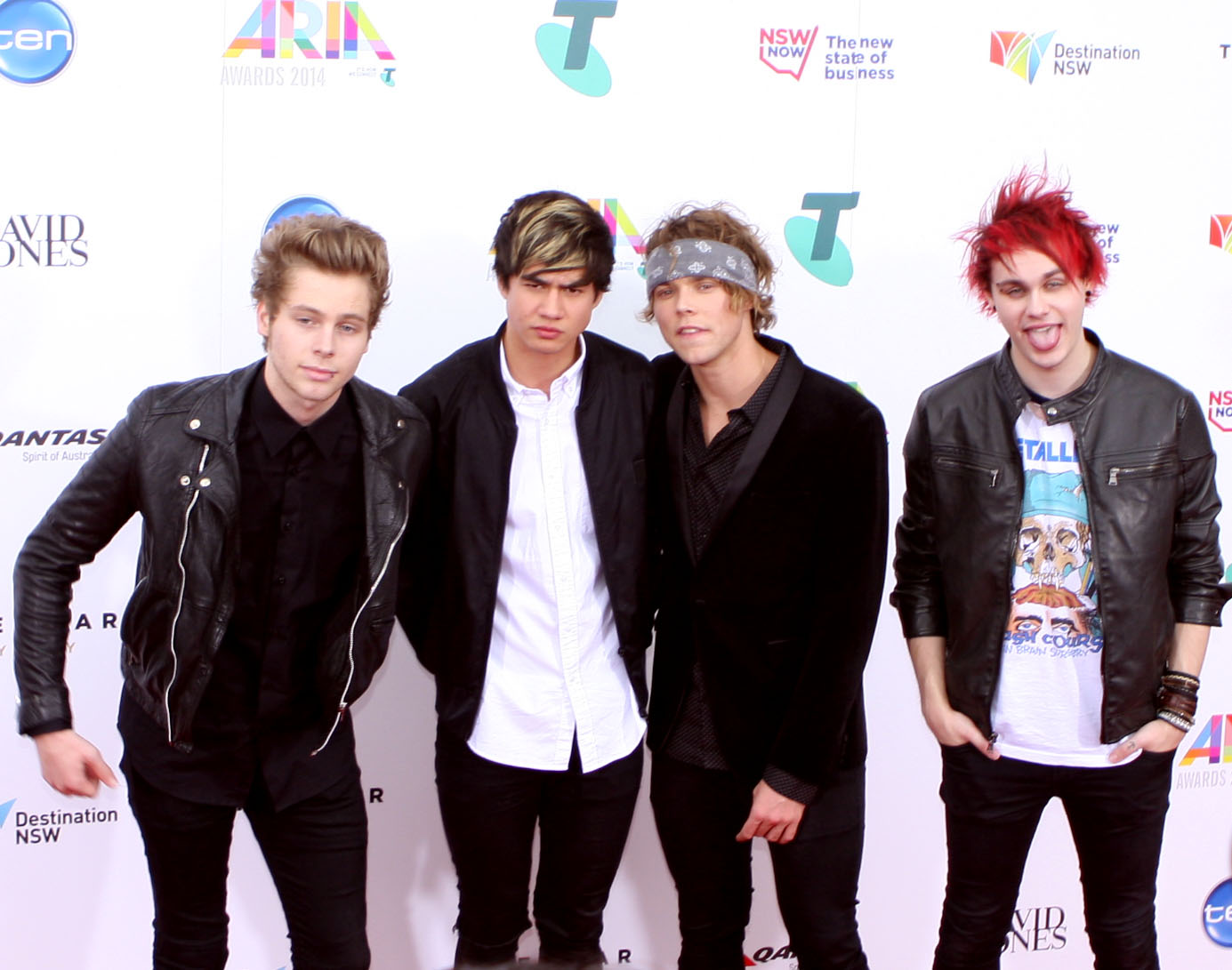
فایو سکندز آو سامر، برنده ۲۰۱۴

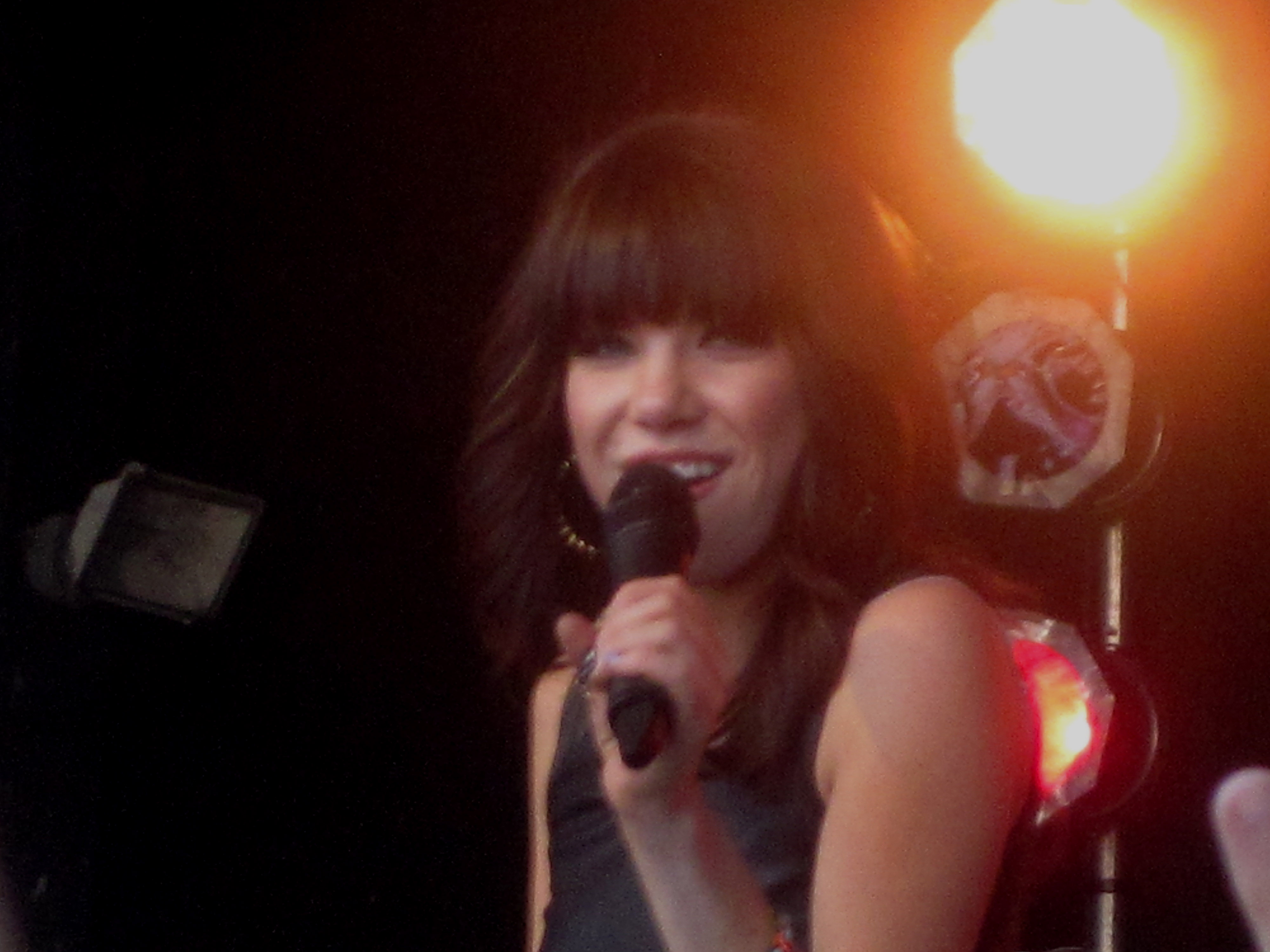
کارلی ری جپسن، برنده ۲۰۱۲

- American Music Awards of 2016
  -  زین
    - آلیسیا کارا
    - د چینسموکرز
    - دی‌ان‌سی‌ای
    - شان مندس
- جوایز موسیقی آمریکا ۲۰۱۵[۱]
  -  سم هانت
    - Fetty Wap
    - تو لو
    - واک د مون
    - د ویکند
- جوایز موسیقی آمریکا ۲۰۱۴[۲]
  -  فایو سکندز آو سامر
    - ایگی آزیلیا
    - باستیل
    - سم اسمیت
    - مگان ترینر
- جوایز موسیقی آمریکا ۲۰۱۳[۳]
  -  آریانا گراندی
    - Florida Georgia Line
    - ایمجین دراگنز
    - مکلمور و رایان لوئیس
    - فیلیپ فیلیپس
- جوایز موسیقی آمریکا ۲۰۱۲
  -  کارلی ری جپسن
    - وان دایرکشن
    - جی. کول
    - فان
    - گوتیه
- جوایز موسیقی آمریکا ۲۰۱۱
  -  هات شل ری
    - The Band Perry
    - میگل
    - ویز خلیفا
- American Music Awards of 2010
  -  جاستین بیبر
    - بی. او. بی
    - تایو کروز
    - جیسون درولو
    - کشا

## دهه ۲۰۰۰
- American Music Awards of 2009
  -  Gloriana
    - کری هیلسون
    - کید کادی
    - لیدی گاگا
- American Music Awards of 2008
  -  جوناس برادرز
    - کلبی کایلات
    - فلو رایدا
    - پرامور
    - The-Dream
- American Music Awards of 2007
  -  Daughtry
    - Plain White T's
    - رابین تیک
- American Music Awards of 2006
  -  کری آندروود
    - کامیلینر
    - پوسی‌کت دالز
- American Music Awards of 2005
  -  شوگرلند
    - کیلرز
    - جسی مک‌کارتنی
- American Music Awards of 2004
  -  گرتچن ویلسون
    - مارون ۵
    - کانیه وست